# Isognomon radiatus
Isognomon radiatus är en musselart som först beskrevs av Anton 1839.  Isognomon radiatus ingår i släktet Isognomon och familjen Isognomonidae. Inga underarter finns listade i Catalogue of Life.